# Elacatis immaculatus
Elacatis immaculatus es una especie de coleóptero de la familia Salpingidae.
Habita en México.